# Россонський район
Россонський район (біл. Расонскі раён) — адміністративна одиниця на південному заході Вітебської області. Столиця — міське селище Россони. 

## Географія
У районі розташоване озеро Беленець. Річки: Нища.

## Історія
Россонщина була свідком і ареною багатьох героїчних і історично важливих подій. Тут проходили полки Івана Грозного. У роки Лівонської війни в злитті річок Злиденна й Дрісса була закладена фортеця «Сокіл», руїни якої можна відвідати й сьогодні. У села Клястіци 18 липня 1812 року авангард російського корпуса під командуванням генерала Якова Кульнева завдав поразки французькому корпусу маршала Удіно, чим попередив навалу Наполеона на Петербург. Не пройшла стороною й Німецько-радянської війни.
З Россонським краєм пов'язані імена відомих людей, які народилися, виросли й жили на цій землі. У с. Тродовичи був маєток Франциска Скоріни і його брата Івана. Білоруський і польський поет Ян Борщевський народився й виріс на березі озера Нещедро. Тут жив видний учений і фольклорист Олександр Шлюбський. Россонщина — батьківщина відомого поета Геннадія Буравкіна. Тут бував Янка Купала, працював Янка Скриган.
Село Краснопольє не згадується ні в старожитніх літописах, ні в історичних подіях. Однак і в нього є своя історія.
Припускають, що назва «Краснопольє» пішло від старожитнього слова «Красне» — гарне. І дійсно, місця тут дуже гарні. Село оточене лісами й полями, через нього протікає невелика річка Дрісса, що впадає в Західну Двіну. Є в Краснопольї й озеро Краснопольське, з яким зв'язана історія села. Старожили розповідають, що давним-давно села з назвою Краснопольє не існувало. А стояла отут, майже на березі озера, панська садиба, у якій жив зі своєю родиною пан Гудовський. Уздовж озера був розбитий чудовий парк з алеями лип і сріблистих тополь. З парку до озера простягнувся канал, по якому родина пана і його гостей на човнах виїжджали в озеро. Відразу, у парку, був і яблуневий сад, що щовесни радував всіх своїми біло-рожевими квітами.
Біля панської садиби, що називалася тоді Краснополь, жили ті, хто був на службі в пана, додивлявся його садибу, парк, трудився на скотарні. Панська садиба, господарські служби розташувалися на правому березі Дрісси. Недалеко від них був і млин із будиночком мірошника. Стояла вона в тім місці, де невеликий, але бурхливий струмок з'єднував озеро Краснопольське й річку Дрісса. Але один раз, по недогляду, вода прорвала греблю, і бурхливий потік зніс будинок мірошника. Млин був розбурений уже в роки Німецько-радянської війни, а невеликий міст, побудований через струмок, у Краснопольї й сьогодні називають мостом мірошника. На лівому березі Дрісси перебували корчма й земська лікарня. Так і виникло тут село, у той час досить велике й багатолюдне. Місцеві жителі обробляли землю, займалися сільським господарством. Однак тричі на рік — перед Великоднім днем, 28 серпня на Богородицю й 14 жовтня на Покров — у Краснопольї проходили ярмарки з їхньою метушнею й радісним настроєм. Сюди з'їжджалися з усією округи, близьких і далеких сіл, продати, купити, на людей подивитися, себе показати. А після проводилися ігри, з танцями й піснями. Здається, час не торкнувся цього села. Такі ж маленькі будиночки з різьбленими вікнами, такі ж гостинні працьовиті жителі зустрінуть Вас на вузьких вуличках Краснополья й сьогодні.

## Географія
У районі є чимало озер, серед них — Антоновське.

## Демографія
Населення району — 8 050 осіб станом на 1 січня 2025 року. Міського - 4 401 особа, сільського - 3 649 осіб. Це район із найменшим населенням у Білорусі. 

## Економіка
Підприємства:
- ГЛХУ «Россонський лісгосп» — вирощування, охорона, заготівля лісу;
- філія Обольського керамічного заводу — виробництво цегли;
- Россонське райпо — торгівля;
- ВАТ «Россонський агросервіс» — обслуговування підприємств сільського господарства;
- ДРСУ — 109 — обслуговування доріг;
- КУП ПМС — меліорація;
- МПК 63 — будівництво;
- КУПП «Россонський комбінат промислових товарів» — вироби з льону, виробництво поролону;
- УП БОН — побутові послуги;
- УП ЖКХ — комунальні послуги;
- ЧУТП «Яна» — торгівля;
- ЧУП «Ефект» — поглиблена деревообробка;
- КФХ Бородулькіна А. Н. — деревообробка;
- ОДО «Анте-шар» — переробка відходів полімерів;
- ЧУП «Володимир і Данило» — збір і заморозку дикоростучих ягід і грибів, видобуток личинки хирономид (мотиль);
- СООО «Доброплеси» — деревопереробка;